# إميل غوتييه
إميل غوتييه (بالفرنسية: Émile Gautier)‏ هو صحفي فرنسي، ولد في 19 يناير 1853 في رين في فرنسا، وتوفي في 20 يناير 1937.